# Europeiska folkpartiets ungdomsförbund
Europeiska folkpartiets ungdomsförbund (engelska: Youth of the European People's Party, YEPP) är ett ungdomsförbund till Europeiska folkpartiet (EPP) och verkar som en samarbetsorganisation för konservativa och kristdemokratiska ungdomsförbund i Europa. Organisationen har 54 medlemsorganisationer från över 35 europeiska länder och är med sina över 2 miljoner medlemmar Europas största politiska ungdomsorganisation.
YEPP bildades 1997 som en sammanslagning mellan European Young Christian Democrats (EYCD) och European Democrat Union (konservativa) (EDU).
Från Sverige är MUF och KDU medlemmar. Sara Skyttedal från KDU var vice ordförande i organisationen 2011-2015, Arba Kokalari från MUF 2015-2018 och Martin Hallander valdes till ny vice ordförande från Sverige 2019.
Motsvarigheter inom andra politiska familjer är Lymec som samlar alla liberaler och Yes som samlar socialdemokrater och socialister.

## Ordförandeförteckning
- Fredrik Reinfeldt (Sverige), 1997 - 1999
- Michael Hahn (Tyskland), 1999 - 2001
- Rutger-Jan Hebben (Nederländerna), 2001 - 2003
- Daniel Bautista (Spanien), 2003 - 2005
- David Hansen (Norge), 2005 - 2007
- Ioannis Smyrlis (Grekland), 2007 – 2009
- Laurent Schouteten (Frankrike) 2009-2011
- Csaba Dömötör (Ungern), 2011 – 2013
- Konstantinos Kyranakis (Grekland), 2013 - 2017
- Andrianos Giannou (Rumänien), 2017 - 2018
- Lídia Pereira[2] (Portugal), 2018 -

## Nuvarande styrelsemedlemmar (2018-)
- Ordförande: Lídia Pereira (JSD, Portugal)
- Förste vice ordförande: Stephen Beer (JU, Germany)
- Generalsekreterare: Eileen Lynch (YFG, Ireland)
- Vice generalsekreterare: Christina Balaska (ONNED, Greece)
- Kassör: Ali-Reza Abdali  (KNL, Finland)
- Vice ordförande: Ágnes Zsofia Magyar (Fidelitas, Hungary)
- Vice ordförande: Mara Mares (TNL, Romania)
- Vice ordförande: Nikola Eric (UM SNS, Serbia)
- Vice ordförande: Martin Hallander (KDU, Sweden)
- Vice ordförande: Christian Zoll (Junge ÖVP, Austria)
- Vice ordförande: Zsombor Ambrus (MIERT, Romania)
- Vice ordförande: Karlo Ressler (MHDZ, Croatia)
- Vice ordförande: Marcello Gamberale (FIG, Italy)
- Vice ordförande: Tino Schneider (JCVP, Switzerland)